# محمد سالم (مصور)
محمد سالم مصور صحفي فلسطيني وُلد في قطاع غزة بفلسطين عام 1985، وفاز بجائزة أفضل صورة صحفية عالمية لعام 2024.

## مسيرته المهنية
وُلد محمد سالم في مخيم جباليا في الشمال الشرقي من قطاع غزة بفلسطين عام 1985، ودرس الإعلام في جامعة غزة، ثم عمل كمصور صحفي لدى وكالة رويترز العالمية للأنباء منذ عام 2003.

## التكريمات والجوائز
حصل محمد سالم على العديد من الجوائز المحلية والدولية في التصوير الفوتوغرافي كان أهمها جائزة أفضل صورة صحفية عالمية لعام 2024 من مؤسسة الصور الصحفية العالمية عن صورة التقطها في مستشفى ناصر في خان يونس بجنوب قطاع غزة في 17 أكتوبر (تشرين الأول) عام 2023، وتظهر امرأة فلسطينية تحتضن جثة ابنة أخيها البالغة من العمر خمس سنوات، والتي توفيت خلال إحدى الغارات الإسرائيلية خلال الاجتياح الإسرائيلي لقطاع غزة في أعقاب عملية طوفان الأقصى. فاز محمد سالم أيضًا بجائزة مسابقة الصين الدولية للصور الصحفية لعام 2004، وجائزة أفضل صور العام الدولية (POYI) مرتين في عامي 2018 و2023، كما حصل على جائزة الإعلام من نادي دبي للصحافة.